# Aguadito de pollo
L'aguadito de pollo è una zuppa tradizionale peruviana.

## Descrizione
L'aguadito de pollo è una zuppa a base di pollo, riso, patate, peperoni, peperoncino, mais, carote, piselli e una massiccia quantità di coriandolo, che le conferisce una colorazione verde. Una delle sue varianti contiene anche frattaglie di pollo (cuore, fegato e ventriglio).
Secondo una teoria diffusa, la zuppa è considerata un valido rimedio contro i postumi dell'ubriachezza.